# العلاقات الإيرانية البريطانية
العلاقات الإيرانية البريطانية هي العلاقات الثنائية بين المملكة المتحدة وجمهورية إيران الإسلامية. تشكلت العلاقات بين بريطانيا وإيران منذ الأيام الأولى لحكم إدوارد السادس في إنجلترا في القرن الخامس عشر الميلادي. بعد انتصار الثورة الإسلامية اتسمت العلاقات بين إيران وبريطانيا بالتوتر.

## تاريخ العلاقات

### العهد الصفوي
بدأت العلاقات بين بريطانيا وإيران في العهد الصفوي في فترة الشاه طهماسب الأول، اذ أرسلت بريطانيا سفيرها إلى إيران سنة 969هـ، من اجل اقامة علاقات تجارية بين البلدين وشراء الحرير والتمهيد لنشاط التجار البريطانيين في إيران. ففي البداية رفض الشاه مقترحاتهم لكن بعد فترة اذن لهم بقيام نشاطات تجارية في إيران.
وفي عهد شاه عباس الاول نمت العلاقة التجارية بين البلدين، وعندما وصلت الحرب بين الصفويين والعثمانيين إلى ذروتها، حاول الشاه عباس الصفوي اقامة علاقات مع بريطانيا لتوجيه الضربة إلى العثمانيين. وكان للاخوان انتوني شرلي وروبرت شرلي دور في اقامة هذه العلاقات. حيث ادخلهما الشاه في خدمته ليقيما في تدريب الجنود الإيرانيين لاستخدام الاسلحة النارية وفنون الحرب وفي المقابل حصلا على تسهيلات تجارية هامة الذي تعهد الشاه عباس الأول بمنحها للتجار الإنكليز. وقد اتخذ البريطانيون ميناء جاسك الإيراني قاعدة لهم لتصدير الحرير الإيراني وادخال البضائع البريطانية.

### العهد القاجاري
في العهد القاجاري (1786-1925م)، اظهرت بريطانيا نواياها الاستعمارية بفرض معاهدات واتفاقيات على إيران. حيث أصبحت إيران في العهد القاجاري
موزعة بين المصالح المتعارضة للاستعمار الروسي والبريطاني، فكانت بريطانيا في تلك الفترة جاهدة للسيطرة على الخليج وعلى جميع الأراضي المجاورة للهند.
وخلال فترة حكم فتح علي شاه وبعد مضي 10 سنوات من الحرب الإيرانية الروسية، أُجبرت الحكومة الإيرانية تحت ضغط الحكومة البريطانية على إبرام معاهدتين سلام مع روسيا، وهما كانا معاهدة كلستان ومعاهدة تركمانجاي والتي تم خلالهما خروج مناطق كثيرة من الأراضي الإيرانية وضمها إلى روسيا.
وفي عام 1838م تحرك محمد شاه بدعم من روسيا لإعادة فتح هراة من الأفغان، لكن بسبب المقاومة التي كانت تدعمها بريطانيا لتلك المدينة فشل في حملته. في عام 1856م تمكن ناصر الدين شاه من استيلاء على هراة لكن أعلن الحاكم الإنجليزي في الهند الحرب على إيران، ونزلت القوات البريطانية على رأس الخليج، لذلك اضطر الشاه ناصر الدين إلى التسليم والانسحاب من هراة بعد توقيع معاهدة باريس التي اعترفت باستقلالية أفغانستان ومنحت العديد من الحقوق والامتيازات التجارية لبريطانيا في إيران. وقامت الحكومة البريطانية بتحديد الحدود الإيرانية في تلك المنطقة خلال ستينيات القرن الثامن عشر.
وفي عام 1872م حصل رويتر البريطاني على امتياز من ناصر الدين شاه القاجاري يعطي بريطانيا الحق في إنشاء خطوط السكك الحديدية وطرق المواصلات واستغلال الثروة المعدنية والبترولية لمدة سبعين سنة، كما أعطاها الحق في الإشراف على الأعمال الجمركية لمدة أربع وعشرين سنة.
وفي عام 1890م منح ناصر الدين شاه حق بيع وشراء التبغ في إيران لصالح شركة بريطانية. عارض هذا الاتفاق علماء الدين وأصدر المرجع الشيعي محمد حسن الشيرازي فتوى حَرّم فيها التنباك. التزم المسلمون في إيران بهذه الفتوى وكسروا النارجيلات وكل آلة تستعمل للتدخين، وأغلقواجميع‌ محلات‌ بيع‌ التبغ‌ والتنباك‌. فحدثت ثورة التنباك الشعبي فاضطر الشاه‌ الی التراجع والغاء الامتياز.
وخلال الحرب العالمية الأولى، وأصبحت إيران ساحة حرب كبيرة، حيث عقدت بريطانيا معاهدة مع روسيا عام 1907م تضمنت نصوصا عن تقسيم مناطق النفوذ فيها. فخضع القسم الشمالي للنفوذ الروسي والقسم الجنوبي الشرقي للنفوذ البريطاني، وقد مدت بريطانيا نفوذها إلى المنطقة الواقعة بين المنطقتين لتأمين الطريق إلى الهند. تكبّدت إيران خلال الحرب خسائر مادية وبشرية جسيمة، فكان أثر الحرب علي الاقتصاد الإيراني مدمراً كما شهدت إيران في تلك الفترة موجة جفاف حادة وهذا ما أدى إلى وقوع المجاعة الكبرى في إيران عام 1917م التي أسفرت عن وفاة حوالي 25 ٪ من مجموع السكان.

### العصر البهلوي
بعد الحرب العالمية الأولى اتسع نفوذ بريطانيا في إيران وقد تدخل البريطانيون في شؤون إيران تدخلا سافرا بحيث قاموا بانقلاب عسكري جاءوا برضا شاه إلى الحكم لينتهي عصر الأسرة القاجارية ويبدأ عهد الأسرة البهلوية عام 1926.
وفي الحرب العالمية الثانية كان موقع إيران الاستراتيجي وتعاظم أهمية البترول في الحرب سبباً إلى دفع الحلفاء إلى توريط إيران في نشاطاتهم العسكرية اثناء الحرب رغم اعلان إيران انها تقف موقفا محايدا. ثم أبدى رضا بهلوي تعاطفاً مع الرئيس الألماني أدولف هتلر أثناء الحرب العالمية الثانية، الأمر الذي دفع القوات البريطانية لخلعه عن العرش وتنصيب إبنه خلفا له بعد احتلال كامل للأراضي الإيرانية.
تدخلت لندن مراراً في السياسة الإيرانية لضمان حصول شركتها على النفط الرخيص. وعندما أراد مصدق تأميم شركة النفط الانجليزية الايرانية التي كان البريطانيون يملكون غالبية اسهمها، أدّت بريطانيا دوراً في دفع وكالة الاستخبارات المركزية (سي آي إيه) إلى تنفيذ انقلاب 1953، الذي أطاح بمحمد مصدق ووضعوه تحت الإقامة المنزلية.

### الجمهورية الإسلامية

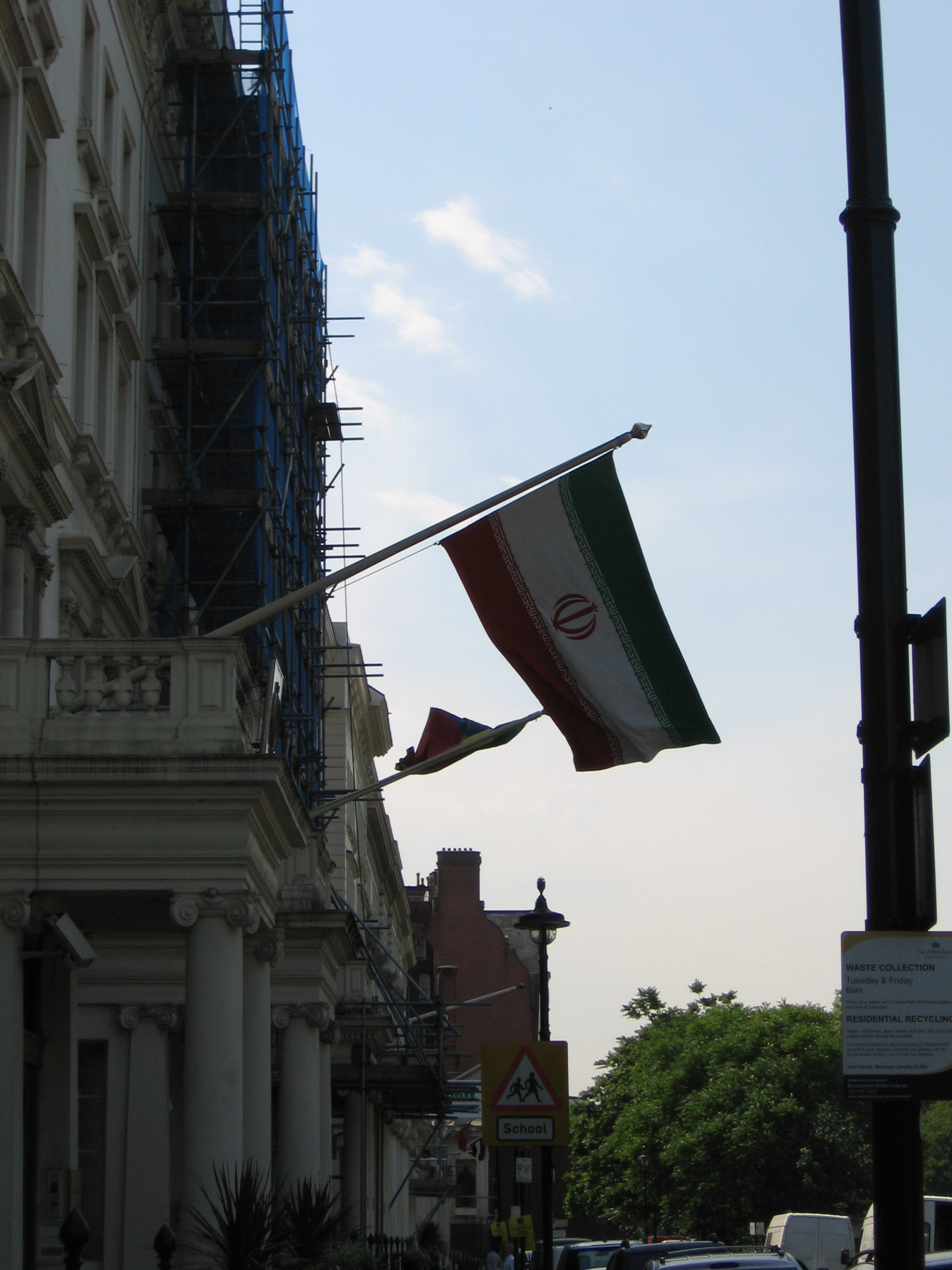
السفارة الإيرانية في لندن

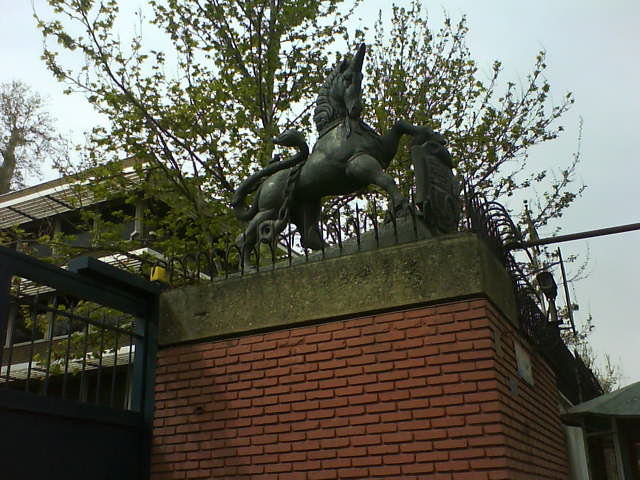
السفارة البريطانية في طهران

بعد انتصار الثورة الإسلاميّة في إيران في عام 1979 تذبذبت العلاقات الإيرانية البريطانية. وقد نشأت الأزمة الأولى في علاقاتهما بعد أيام قليلة من اقتحام مجموعة من الطلاب مقر السفارة الأمريكية المتهمة بالتجسس في طهران، حيث هاجم في ذلك الوقت أيضاً عدد من طلاب آخرين السفارة البريطانية، لكنهم فشلوا في دخول السفارة بسبب تدخل الشرطة. بعد وقت قصير من الحادث، قررت بريطانيا مغادرة موظفيها من طهران وأعلنت السفارة السويدية حماية المصالح البريطانية في إيران.
ونشبت الأزمة الثانية في العلاقات الثنائية، بعد حادثة احتلال السفارة الإيرانية في لندن، مما أدت إلى مقتل اثنين من موظفي السفارة. ألقت الحكومة الإيرانية اللوم على شرطة بريطانيا بسبب تقصيرها في مواجهة المهاجمين الذين تمكنوا من احتلال المبنى لفترة 6 أيام.
خلال الحرب الإيرانية العراقية، وتحديداً في عام 1987، تصاعد التوتر في العلاقات بين البلدين، غير أن في نوفمبر 1988، اتفق وزير الخارجية البريطاني جيفري هاو مع نظيره الإيراني علي أكبر ولايتي على إعادة العلاقات الدبلوماسية بين البلدين.
وبعد مرور عام على إعادة العلاقات، في 14 فبراير 1989 أصدر آية الله الخميني فتوى بهدر دم الكاتب البريطاني سلمان رشدي بسبب كتابه «آيات شيطانية» الذي هاجم فيه الإسلام والنبي محمد. وعلى أثر ذلك قامت الحكومة البرطيانية بسحب كافة موظفيها من إيران واغلاق سفارتها، كما قامت إيران أيضاً بوقف علاقاتها مع بريطانيا في نفس العام.
في عام 1990، وفي فترة الغزو العراقي للكويت، قررت الحكومة البريطانية إعادة العلاقات مع إيران. فاستمرت العلاقات دون أي توتر حتى عام 1992 حتى أن اتهمت محكمة ميكونوس الألمانية قوات الأمن التابعة للجمهورية الإسلامية في قتل أربعة من معارضيها الاكراد في ألمانيا، فقامت دول الاتحاد الأوروبي منها الحكومة البريطانية بسحب سفراءها من إيران.
في 28 أبريل 1994، سحبت بريطانيا عددًا من دبلوماسييها احتجاجًا على اعتراف إيران بالجيش الجمهوري الإيرلندي. وفي عام 1999، ازدادت العلاقات بين البلدين مرة أخرى إلى مستوى نشاط الوزارات. وفي فترة رئاسة محمد خاتمي تطورت العلاقات، حيث قام وزير الخارجية البريطانية جاك سترو بزيارة رسمية إلى إيران عام 2001 وهو أول سياسي بريطاني رفيع المستوى يزور طهران منذ الثورة.
في عام 2002 عندما رفضت إيران تعيين «ديفيد ريداواي» سفيرا جديدا لبريطانيا، ووصفته بالجاسوس انتكست العلاقات مرة أخرى وتدهورت أكثر عندما استولت إيران على ثمانية بحارة بريطانيين بسبب دخلوهم المياه الإقليمية في منطقة نهر اروند. لكن بعد بضعة أيام أعلن الرئيس الإيراني آنذاك محمود أحمدي نجاد في مؤتمر صحفي أنه تم العفو عن البحارة وسيطلق سراحهم بعد المؤتمر مباشرة.
في أعقاب احتجاجات انتخابات 2009 الرئاسية الإيرانية، وصف المرشد الأعلى في إيران آية الله خامنئي الحكومة البريطانية بأنها أكثر اعداء إيران «شرا» بالتآمر ضد الانتخابات وتصعيد الاضطرابات. وعلى أثر ذلك، استدعت الحكومة البريطانية السفير الإيراني رسول موحديان إلى وزارة الخارجية لتسليمه مذكرة احتجاج بشان تصريحات خامنئي. ثم قامت إيران بطرد اثنين من الدبلوماسيين البريطانيين من البلاد بسبب أنشطة لا تتلاءم مع وضعهم الدبلوماسي. وفي 23 يونيو 2009 ردت الحكومة البريطانية، وطردت اثنين من الدبلوماسيين الإيرانيين من المملكة المتحدة. في 24 يونيو 2009، أعلن وزير الخارجية الإيراني منوشهر متكي بإن طهران تدرس مسألة تخفيض مستوى علاقاتها مع المملكة المتحدة.
في نوفمبر 2011، فرضت بريطانيا عقوبات علي البنك المركزي الإيراني وصرح وزير المالية البريطاني: «أن البنك المركزي الإيراني يخدم عملية مصرفية لتوسيع أنشطة إيران النووية، لذلك فإن الحكومة البريطانية قد فرضت عليها عقوبات وأغلقت جميع المعاملات المصرفية مع إيران».
خفضت إيران من علاقاتها مع بريطانيا بسبب العقوبات الجديدة التي فرضتها. وفي اليوم التالي، هاجمت مجموعة من الطلاب مجمع السفارة البريطانية في طهران. في 30 نوفمبر 2011، ردا على الهجوم، أغلقت المملكة المتحدة سفارتها في طهران وأمرت بإغلاق السفارة الإيرانية في لندن.
ومن يوليو 2012 حتى أكتوبر 2013، تولت سلطنة عمان تمثيل المصالح الإيرانية في بريطانيا، أما السويد فمثلت مصالح بريطانيا في إيران.
في يوليو 2013، بعد انتخاب الرئيس حسن روحاني أعلنت المملكة المتحدة انها تدرس تحسين العلاقات مع إيران «خطوة بخطوة». في 20 فبراير 2014، تمت إعادة فتح السفارة الإيرانية في لندن واتفقت الدولتان على استئناف العلاقات الدبلوماسية. في 23 أغسطس 2015، أعيد افتتاح السفارة البريطانية في طهران رسميًا.